# Al-Hilal Al Hudaydah
El Al-Hilal Al-Sahili es un equipo de fútbol de Yemen que juega en la Liga Yemení, la liga de fútbol más importante del país.

## Historia
Fue fundado en el año 1971 en la ciudad de Al Hudaydah y ha sido campeón de liga en 2 ocasiones, ha sido campeón de Copa en 2 ocasiones en 4 finales jugadas, 1 ez campeón de la Copa 26 de septiembre y 2 veces finalista de la Copa Unidad.
A nivel internacional ha participado en 4 torneos continentales, donde nunca ha podido avanzar de la fase de grupos.

## Palmarés
- Liga Yemení: 2

2008, 2009
- Copa Presidente de Yemen: 2

2005, 2008
- - Finalista: 2

2006, 2007
- Copa 26 de Septiembre: 1

2003
- Copa Unidad: 0
  - Finalista: 2

2004, 2008

## Participación en competiciones de la AFC
- Copa de la AFC: 4 apariciones

2006 - abandonó en la fase de grupos
2007 - Fase de grupos
2009 - Fase de grupos
2010 - Fase de grupos